# Carl-von-Weinberg-Siedlung
Die Carl-von-Weinberg-Siedlung ist eine Wohnsiedlung im Frankfurter Stadtteil Westend, die als ein Projekt des Neuen Frankfurt zunächst Siedlung Miquelstraße bezeichnet wurde, ehe sie in der Nachkriegszeit nach dem jüdischen Mäzen und Stifter Carl von Weinberg benannt wurde. 

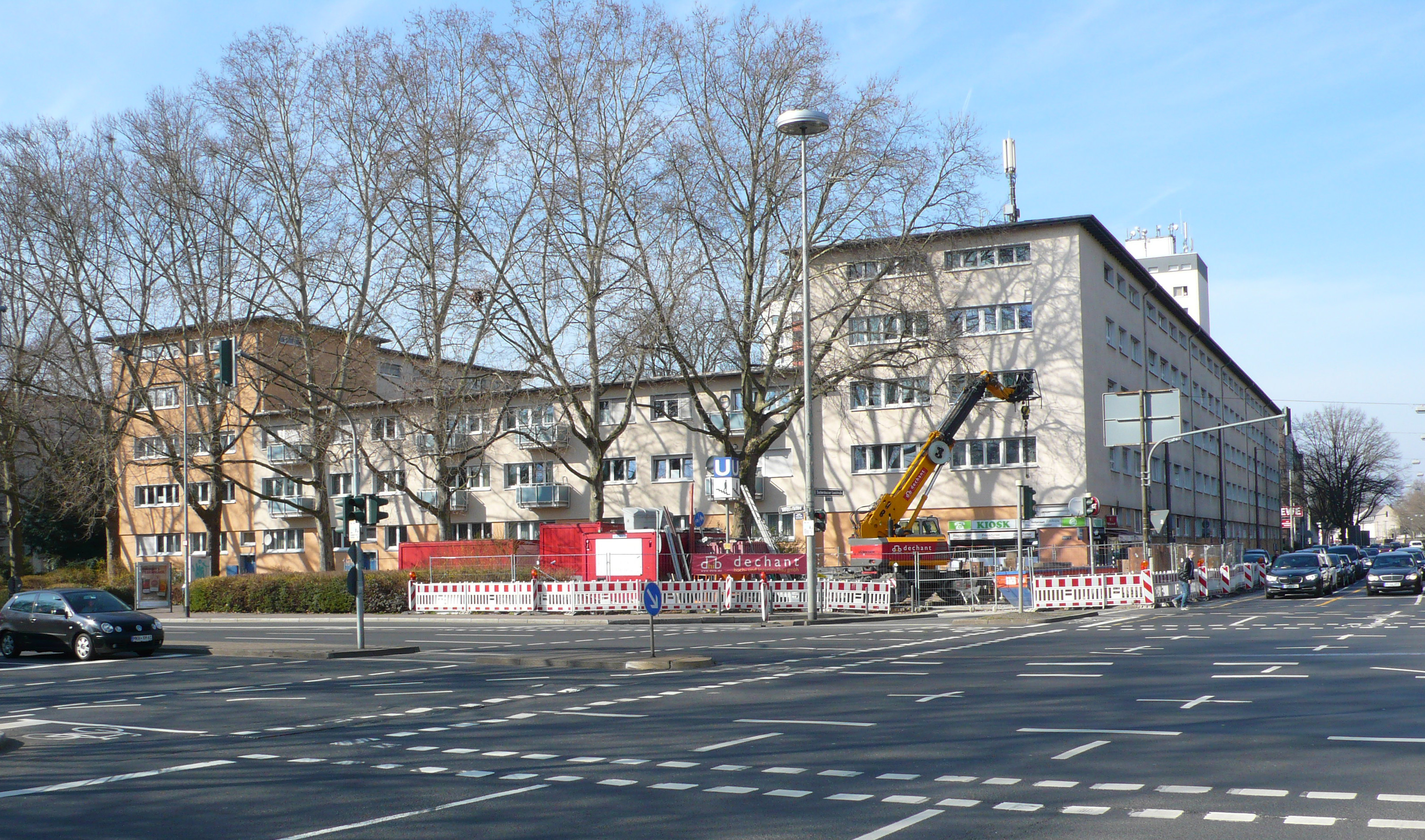
Carl-von-Weinberg-Siedlung von Südosten

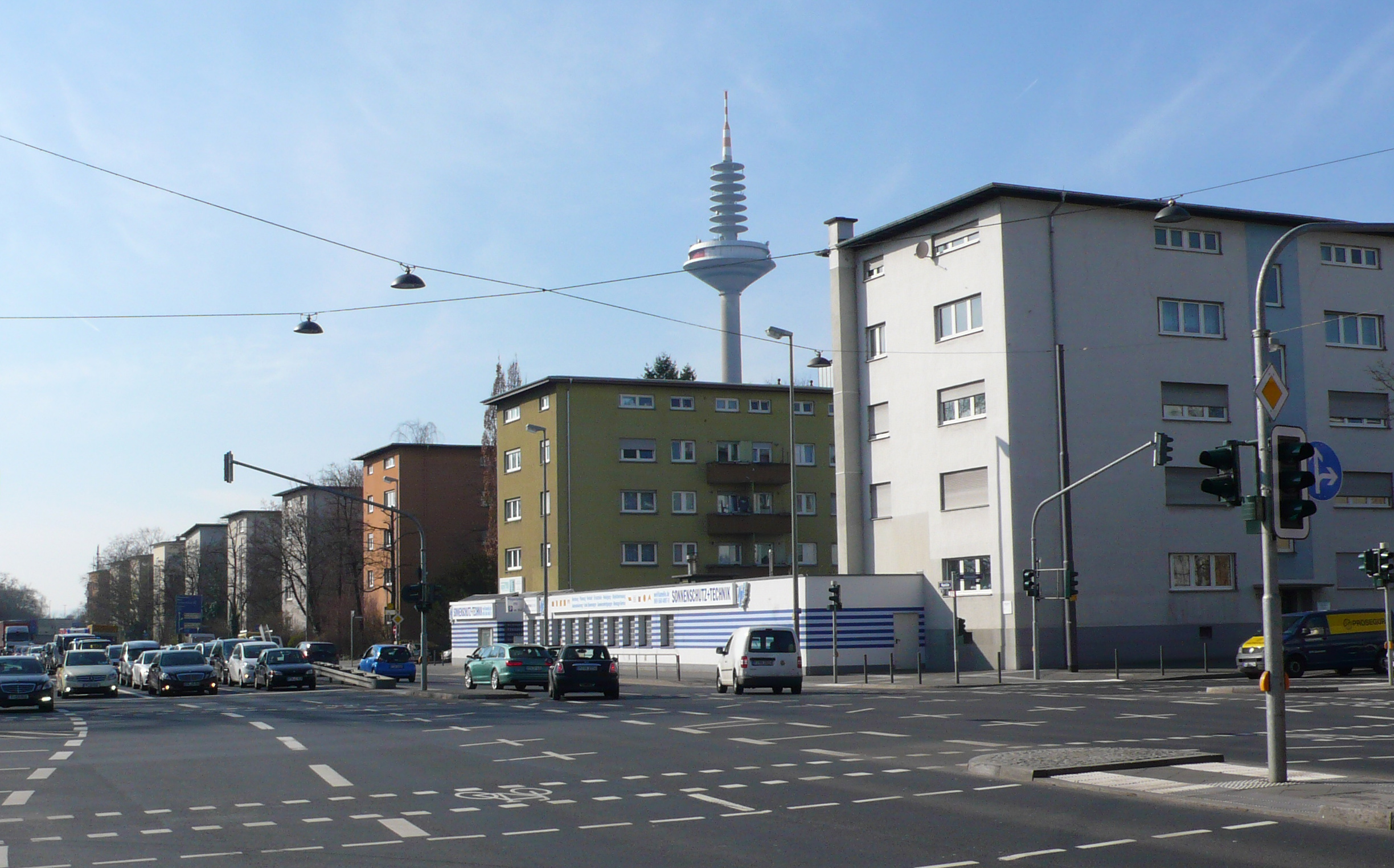
Carl-von-Weinberg-Siedlung Miquelallee West

## Entstehung
Aufgrund der großen Nachfrage nach Wohnungen in den 1920er Jahren entwickelte Baustadtrat Ernst May das Stadtentwicklungs- und Wohnungsbau-Programm Neues Frankfurt, um durch den Bau von Siedlungen den Wohnungsbedarf zu decken. Bekannte Projekte sind unter anderem die Siedlung Römerstadt und die Siedlung Praunheim. Neben zahlreichen weiteren Gebieten wurde auch ein zwölf Hektar großer Bereich im nördlichen Westend im Flächenverteilungsplan für eine Wohnbebauung ausgewiesen. Nordwestlich der Ausfallstraßen Eschersheimer Landstraße und Miquelallee wurde in der Zeit von 1930 bis 1934 von der Wohnungsbaugesellschaft ABG die Siedlung mit Mitteln des Sozialen Wohnungsbaus errichtet. Die Planung stammt von den Architekten Herbert Boehm, Wolfgang Bangert und Carl-Hermann Rudloff. Aufgrund der Weltwirtschaftskrise konnte die Siedlung nicht fertiggebaut werden, sodass einige Bereiche erst in der Nachkriegszeit entstanden. Etwa 1280 Bewohner (Stand 2008) leben in den 690 Wohnungen.
Im Umfeld befinden sich die Deutsche Bundesbank im Westen, die Carl-Schurz-Siedlung im Norden, das Polizeipräsidium im Osten, der Grüneburgpark im Südwesten und der Campus Westend der Goethe-Universität im Südosten.

## Erschließung
Die Carl-von-Weinberg-Siedlung ist über die beiden verkehrsreichen Ausfallstraßen – die Miquelallee ist Teil des Frankfurter Alleenrings – sowie über die Hansaallee und die Plieningerstraße an das überörtliche Straßennetz angebunden. Die internen Erschließungsstraßen verlaufen in Nord-Süd-Richtung und heißen Karl-Scheele-Straße, Freseniusstraße, Carl-von-Weinberg-Straße, Kallestraße, Walter-vom-Rath-Straße und Duisbergstraße. Die Anbindung an den Öffentlichen Personennahverkehr erfolgt über den südöstlich gelegenen U-Bahnhof Miquel-/Adickesallee und eine Buslinie in der Hansaallee.

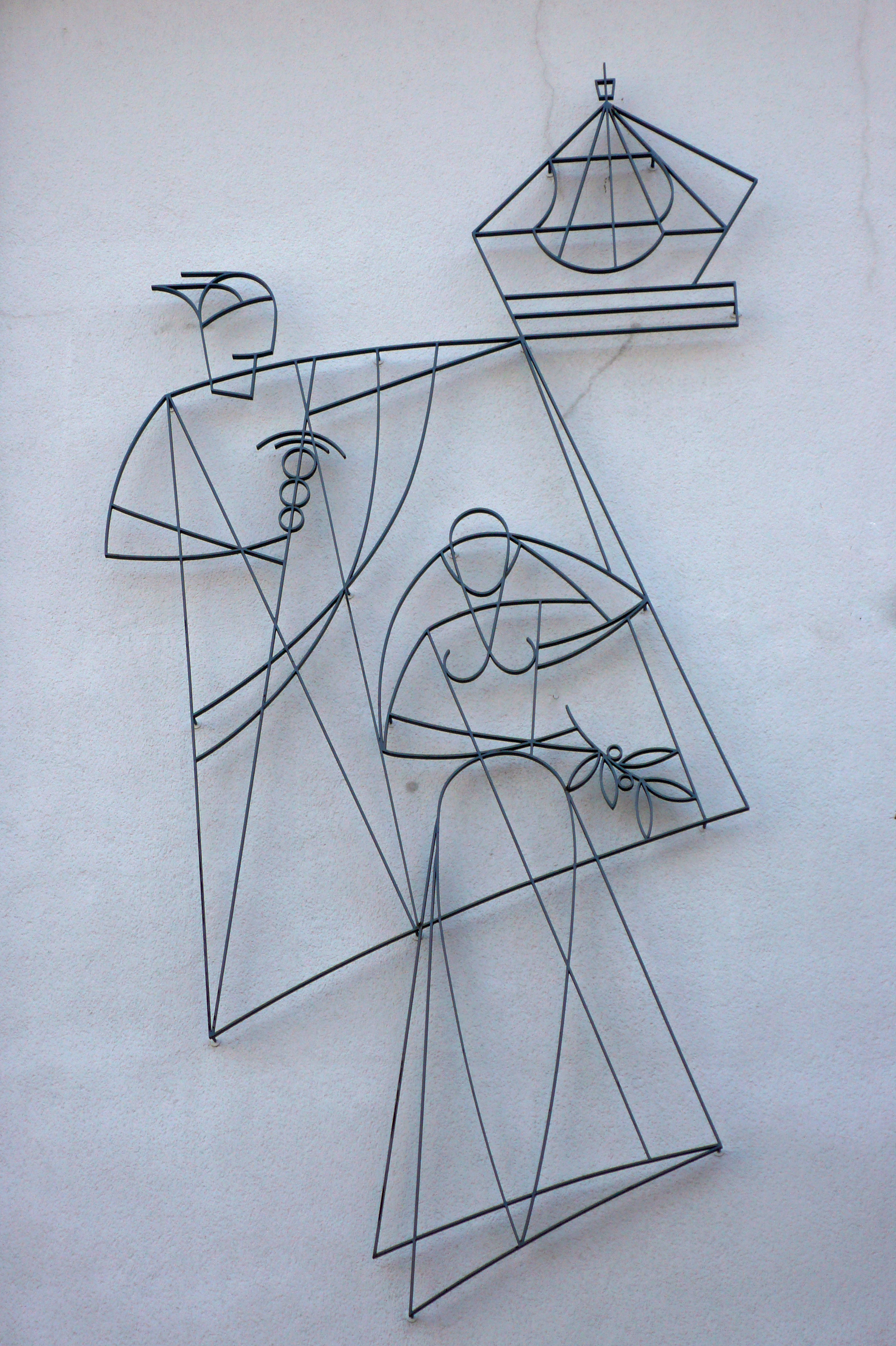
Carl-von-Weinberg-Siedlung, Wandbild

## Bebauung
Die Carl-von-Weinberg-Siedlung besteht vorwiegend aus Gebäudezeilen, die in Nord-Süd-Richtung verlaufen, sodass die Wohnungen nach Osten und Westen ausgerichtet sind. Die Gebäude sind begleitend zu den internen Erschließungsstraßen angeordnet und bilden an den quer dazu verlaufenden Straßen Kopfbauten aus. Lediglich im Südosten fasst eine Blockkante den öffentlichen Raum der Straßenkreuzung. Trotz der 180 Meter langen Bauten wurde keine reine Zeilenbauweise ausgebildet, da die Häuser entlang der Straßen und nicht ausschließlich quer dazu angeordnet sind. Dennoch wurde mit dem städtebaulichen Konzept ein rationaler Stadtgrundriss mit gut belichteten Wohnungen geschaffen, wie es für den Zeilenbau typisch ist. Die meisten Gebäude sind Mehrfamilienhäuser, in denen sich insgesamt 630 Wohnungen befinden. Sie werden ergänzt durch 60 Einfamilien-Reihenhäuser. Die drei- bis fünfgeschossigen Gebäude sind flach gedeckt und funktional gestaltet. Gegliedert sind die langen Zeilen an einigen Einfahrten durch Rücksprünge, sodass kleine Grünanlagen ausgebildet sind. Zwischen den Wohnzeilen sind großzügige Grünflächen angelegt, die allen Bewohnern zur Verfügung stehen. Die Einfamilien-Reihenhäuser haben private Gärten. In der Siedlung gibt es eine Kita und einen Lebensmittelladen.